# 广孚国际联合中心
广孚国际联合中心简称广孚中心，是位于杭州市萧山区钱江世纪城的甲级写字楼，2018年启用，毗邻钱塘江和钱江世纪公园。

## 简介
总投资约7.5亿元，主楼高150米地上有36层，裙楼5层，地下3层。总建筑面积9.3万平米，其中地下2万多平米。

## 交通
地处庆春隧道南入口附近。可乘杭州地铁2号线、6号线至钱江世纪城站B口到达。